# Electromontaj Carpați
Electromontaj Carpați este o companie din Sibiu care activează în domeniul construcțiilor pentru industria energetică.
În anul 2007, principalul acționar al companiei era Romelectro București, care deținea 69,53% din totalul acțiunilor și principalii clienți ai Electromontaj Carpați erau societăți desprinse din fostul RENEL, adică Transelectrica, Electrica, Hidroelectrica și Termoelectrica.
Număr de angajați:
- 2018: 148[3]